# 無膠袋日
無膠袋日一項由香港環保團體所發起的全港性環保運動，旨在推動社會關注濫用膠袋所帶來的環境問題，並呼籲大眾減用膠袋。
第一次的無膠袋日是在2006年4月15日舉行，得到14間超市及商戶，共1200店舖的支持，主辦的環保團體是綠色學生聯會（現名綠領行動）。其後主辦單位聯同地球之友、長春社及綠色力量繼續舉辦「無膠袋日」，定立每月的第一個星期六為「無膠袋日」，由2006年六月開始，為期半年。顧客在該日如向參與的商戶索取膠袋，建議每個膠袋捐出五毫港元。
2007年10月，將實施了年半的無膠袋日，由每個月一天推向新一階段至每星期一天。2009年3月，零售管理協會發起日日無膠袋日，十八家零售商旗下約二千店鋪將不會主動派發膠袋，西醫工會二千名會員亦有響應。隨著零售業界自行發起膠袋徵費，零售業將退出綠領行動舉辦的每月無膠袋，綠領行動更為與港九藥房總商會合作，於全港約200間藥房推行「藥房每週二無膠袋日」。

## 澳門區的無膠袋日
自2011年4月份起，澳門消費者委員會與近百間加盟商號訂立每月18及28日為無膠袋日，參與商號於當日將不向顧客提供膠袋，以養成顧客自備購物袋的習慣。請支持無膠袋日，出門購物緊記自備購物袋。

## 參與的團體及商戶
- 地球之友
- 綠色力量
- 樂施會
- 百佳
- 惠康
- 屈臣氏
- 大昌食品市場
- 華潤萬家
- 7-11
- 來來超級市場

## 外部連結
- 無膠袋日官方網址 （页面存档备份，存于）